# Diadegma majale
Diadegma majale är en stekelart som först beskrevs av Johann Ludwig Christian Gravenhorst 1829.  Diadegma majale ingår i släktet Diadegma och familjen brokparasitsteklar. Arten är reproducerande i Sverige. Inga underarter finns listade i Catalogue of Life.

## Bildgalleri

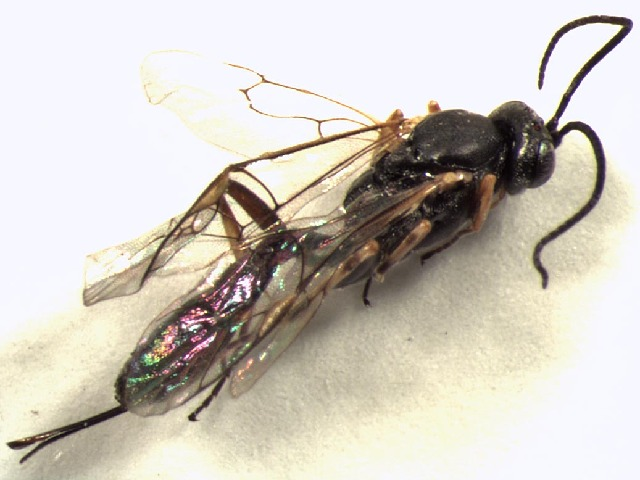